# Sinan Sakić
Sinan Sakić (* 13. Oktober 1956 in Loznica, Jugoslawien; † 1. Juni 2018 in Belgrad, Serbien) war ein Turbo-Folk-Sänger aus Serbien. Er war Rom, verheiratet, hatte sechs Kinder und lebte in Belgrad.

## Leben und Karriere
Sein Spitzname war „Sindza“. Seine Karriere begann im Alter von 20 Jahren.
Vor allem seine alten Alben sind auf dem Balkan sehr bekannt. Zwischen 1982 und 1998 hat er jährlich ein Album veröffentlicht und bis 2014 insgesamt 25 Alben. Eines der kommerziell erfolgreichsten ist Reci sve želje (deutsch „Sag alle Wünsche“), während sein Song Ej, od kad sam se rodio (deutsch „Hej, seitdem ich geboren wurde“) der bekannteste ist.

## Diskografie

### Alben
| - 1982: Još Uvek Te Čekam - 1983: Što Me Pitaš Kako Živim - 1984: Pogledaj Me - 1985: Reci Sve Želje - 1986: Pusti me da živim - 1987: Svi Grešimo - 1988: Čaša Po Čaša - 1989: Reci Čašo - 1990: Kad Se Vrate Skitnice - 1991: Na Balkanu - No. 10 - 1992: Ljubila Me Žena Ta - 1993: Korak Od Sna - 1994: U Meni Potraži Spas | - 1995: Ruža i trn - 1996: Zoko, Moja Zoko - 1997: Dodirni Me - 1998: Drž' Se Mile, Još Si Živ - 2000: Ne, Ne Daj Da Te Ljubi - 2001: Nisi više zaljubljena - 2002: Pijem na eks - 2005: Emotivac - 2009: To Je Život Moj - 2011: Šalu Na Stranu - 2014: Jedina - 2022: To Si Ti |

### Kompilationen
- 1997: The Best Of
- 2000: Hitovi
- 2003: The Best Of

### Live-Alben
- 2001: Live Skenderija
- 2008: Live Tašmajdan

### Singles (Auswahl)
| - 1985: Reci Sve Želje - 1986: Sudbina Me Na Put Šalje - 1987: Ej, Od Kad Sam Se Rodio - 1987: Sve Je Postalo Pepeo I Dim - 1988: Nek' puknu dušmani - 1991: Na Balkanu - 1993: Janičar - 1996: Zoko, Moja Zoko - 2002: Sunce Moje - 2002: Pijem Na Eks | - 2002: Trezan - 2005: Lepa Do Bola - 2005: Da Se Opet Rodim - 2005: Umreću S' Osmehom - 2007: Jači nego ikad (feat. Mile Kitić, Šemsa Suljaković, Dragana Mirković & Kemal Malovčić) - 2009: Minut, Dva - 2009: Život Da Stane Ne Sme - 2014: Opet Bih Do Dna - 2022: To Si Ti |